# Мшецке Жехровице
Мшецке Жехровице (чеш. Mšecké Žehrovice) је насељено мјесто са административним статусом сеоске општине (чеш. obec) у округу Раковњик, у Средњочешком крају, Чешка Република.

## Становништво
Према подацима о броју становника из 2014. године насеље је имало 557 становника.